# Lilienthal Bekas
Die Lilienthal Bekas (ukrainisch Лілієнталь Х-32 Беҝас) ist ein Mehrzweck-Ultraleichtflugzeug aus der Ukraine mit zwei bis drei Sitzplätzen. Der Erstflug erfolgte im März 1993. Die Lilienthal X-32 wurde in einer Stückzahl von über 400 Stück in mehreren Varianten produziert.

## Geschichte und Konstruktion
Die Lilienthal Bekas ist ein Ultraleichtflugzeug in Pod- und Boomkonstruktion mit Pusher-Konfiguration, einem hoch angesetztem Flügel und einem tiefen Heckausleger, der ein T-Leitwerk trägt. Der verglaste Rumpf hat zwei Sitze in Tandemkonfiguration. Der Flügel ist durch zwei Paar Kreuzstreben mit dem unteren Rumpf verspannt und mit Klappen versehen, die eine maximale Auslenkung von 40° haben. An der Rumpfunterseite ist ein festes Dreiradfahrwerk mit einem Stützrad montiert.
Der Motor ist an der hinteren Oberseite der Gondel hinter der Kabine montiert; Motoren mit einer Leistung von 60 bis 100 PS (45 bis 75 kW) können eingebaut werden, am häufigsten Zwei- oder Vierzylindermotoren wie der Rotax 582, 912UL und 912ULS. Der Motor ist bei einigen Flugzeugen verkleidet. Ein großer Teil des schlanken Auslegers besteht aus einer breiten Flügelrippe mit einer geraden Vorderkante. Bei einigen Flugzeugen ist es mit einem Filet nach vorne verlängert. Das ebenfalls leicht gepfeilte Seitenleitwerk befindet sich am Ende des Auslegers. Das Höhenleitwerk ist durch eine Strebe an jeder Seite bis zum Ende des Auslegers verspannt.
Die X-32 Bekas flog erstmals im März 1993 und erhielt die ukrainische Musterzulassung 1995. Die Rotax-582- und -912-Varianten wurden 2003 und 2005 zertifiziert. Zwischen 2003 und 2006 wurden die X-32 und X-34 von JAI (Jordan Aerospace Industries) als RumBird X-32 und GulfBird X-34 vermarktet. In Indien und in den südasiatischen Ländern werden X-32 und X-34 von den indischen Partnern Engenious Aerospace Ltd. vermarktet und produziert.  Bis 2009 wurden mehr als 400 X-32 verkauft.
Das Flugzeug hat eine Joint-Aviation-Requirements-JAR-VLA-Zertifizierung.
Der Name Lilienthal wurde als Hommage an Otto Lilienthal gewählt.

## Varianten
(Angaben von Jane’s All the World’s Aircraft 2010/11)
- X-32AT – Sportversion, für limitierten Kunstflug zertifiziert
- X-32UT – Doppelsteuerung, Trainingsversion
- X-32CK – Agrarflugzeug, das mit Sprühauslegern und einem Tank statt des Rücksitzes ausgerüstet ist
- X-32CX – Agrarflugzeug zum Schneiden von Erntegut
- X-32A – Ausführung mit Skifahrgestell
- X-32H – Ausführung mit Schwimmern
- X-34 – vergrößerter Rumpf für drei Personen; zwei Passagiere nebeneinander auf Rückbank; um 500 mm vergrößerte Spannweite; Rotax 912S oder 914

## Technische Daten
Allgemeine Charakteristiken
- Besatzung: 1
- Kapazität: 1 Passagier oder Sprühtank,

X-34: 2 Passagiere
- Länge: 6,55 m
- Spannweite: 9,00 m
- Höhe: 2,00 m
- Flügelfläche: 12,33 m²
- Profil: NACA 4412
- Leermasse: 300 kg
- max. Startmasse: 495 kg
- Triebwerk: 1 × Rotax 912, 60 kW (80 PS)
- Propeller: WPSch-2 Dontschak, dreiblättrig mit variabler Verstellung
- Reisegeschwindigkeit: 120 km/h
- Stallgeschwindigkeit: 55 km/h, Abschaltung, Klappen nach unten
- Höchstgeschwindigkeit: 158 km/h
- maximale Flugdauer: 3:20 h
- g-Grenzen: +3,8 / −1,9
- Steiggeschwindigkeit: 5,0 m/s